# Souvenir Jacques-Goddet
 (juillet 2019).
Si vous disposez d'ouvrages ou d'articles de référence ou si vous connaissez des sites web de qualité traitant du thème abordé ici, merci de compléter l'article en donnant les références utiles à sa vérifiabilité et en les liant à la section « Notes et références ».
Ne doit pas être confondu avec Prix Jacques-Goddet.

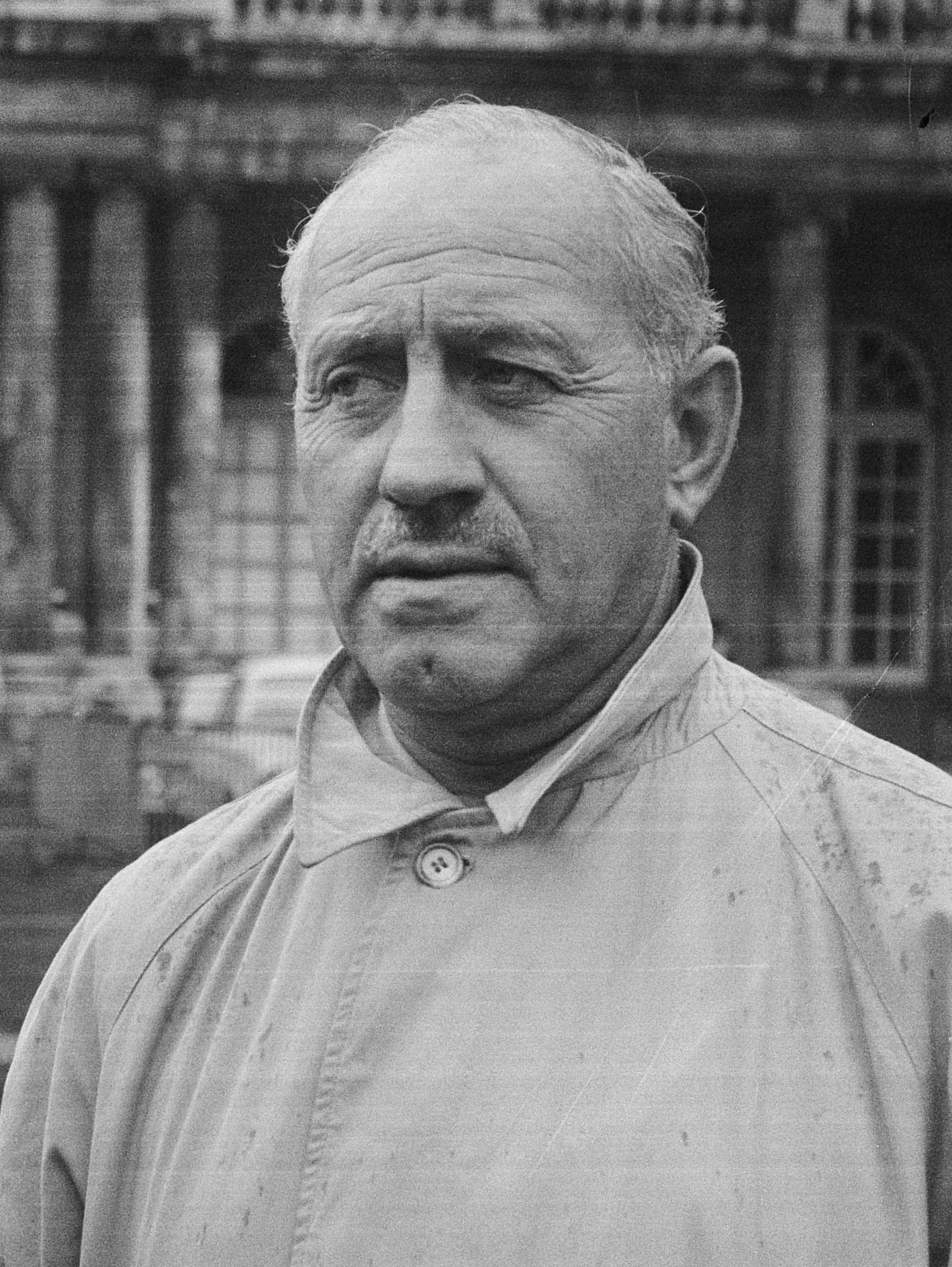
Jacques Goddet sur le Tour de France en 1966

Le souvenir Jacques-Goddet est un prix créé en 2001 et décerné sur le Tour de France, une course cycliste française par étape se déroulant chaque mois de juillet depuis 1903.

## Présentation
Le prix est attribué en hommage à Jacques Goddet, successeur d'Henri Desgrange à la direction de la course. Il est décerné au coureur franchissant en premier un col pyrénéen du Tour qui normalement et sauf exception est celui du Tourmalet, col situé dans le département des Hautes-Pyrénées et au sommet duquel se dresse une stèle commémorative au nom de Jacques Goddet.
La prime octroyé au vainqueur est de 5 000 €,.

## Liste des vainqueurs

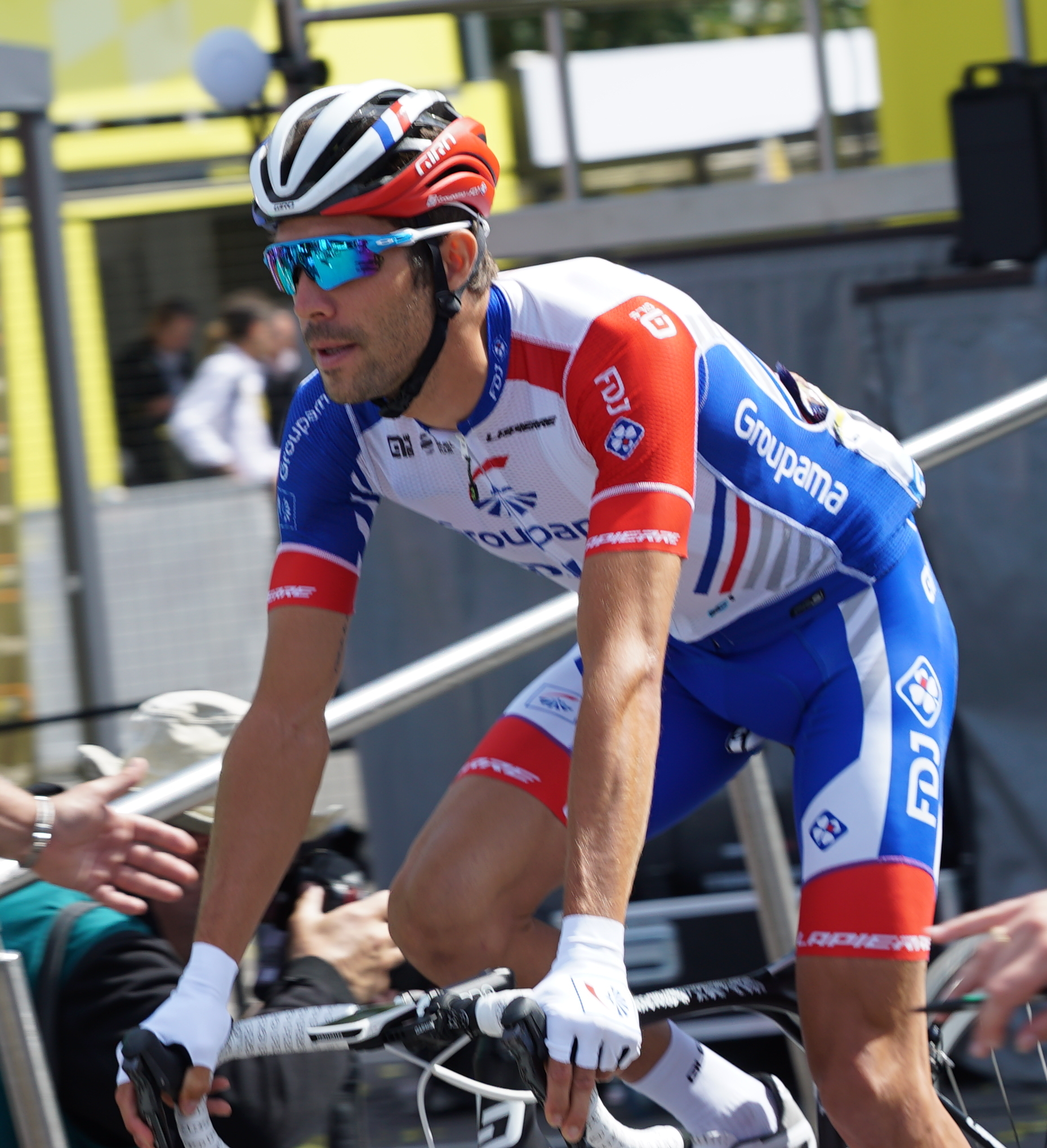
Thibaut Pinot est double vainqueur du prix (2016 et 2019)

En 2019, le français Thibaut Pinot devient le premier double vainqueur de ce prix à l'occasion de sa victoire lors de la 14e étape, jugée au sommet du Tourmalet.
| Année | Étape       | Col               | Altitude    | Vainqueur          | Équipe                 |
| ----- | ----------- | ----------------- | ----------- | ------------------ | ---------------------- |
| 2001  | 14e         | Col du Tourmalet  | 2 115 m     | Sven Montgomery    | Française des Jeux     |
| 2002  | 11e         | Col d'Aubisque    | 1 709 m     | Laurent Jalabert   | Team CSC               |
| 2003  | 15e         | Col du Tourmalet  | 2 115 m     | Sylvain Chavanel   | Bonjour                |
| 2004  | non décerné | non décerné       | non décerné | non décerné        | non décerné            |
| 2005  | non décerné | non décerné       | non décerné | non décerné        | non décerné            |
| 2006  | 11e         | Col du Tourmalet  | 2 115 m     | David de la Fuente | Saunier Duval-Prodir   |
| 2007  | 14e         | Port de Pailhères | 2 001 m     | Rubén Pérez        | Euskaltel-Euskadi      |
| 2008  | 10e         | Col du Tourmalet  | 2 115 m     | Rémy Di Grégorio   | Française des Jeux     |
| 2009  | 9e          | Col du Tourmalet  | 2 115 m     | Franco Pellizotti  | Liquigas               |
| 2010  | 16e         | Col du Tourmalet  | 2 115 m     | Christophe Moreau  | Caisse d'Épargne       |
| 2011  | 12e         | Col du Tourmalet  | 2 115 m     | Jérémy Roy         | FDJ                    |
| 2012  | 16e         | Col du Tourmalet  | 2 115 m     | Thomas Voeckler    | Europcar               |
| 2013  | non décerné | non décerné       | non décerné | non décerné        | non décerné            |
| 2014  | 18e         | Col du Tourmalet  | 2 115 m     | Blel Kadri         | AG2R La Mondiale       |
| 2015  | 11e         | Col du Tourmalet  | 2 115 m     | Rafał Majka        | Tinkoff-Saxo           |
| 2016  | 8e          | Col du Tourmalet  | 2 115 m     | Thibaut Pinot      | FDJ                    |
| 2017  | non décerné | non décerné       | non décerné | non décerné        | non décerné            |
| 2018  | 19e         | Col du Tourmalet  | 2 115 m     | Julian Alaphilippe | Quick-Step Floors      |
| 2019  | 14e         | Col du Tourmalet  | 2 115 m     | Thibaut Pinot      | Groupama-FDJ           |
| 2020  | non décerné | non décerné       | non décerné | non décerné        | non décerné            |
| 2021  | 18e         | Col du Tourmalet  | 2 115 m     | Pierre Latour      | TotalEnergies          |
| 2022  | non décerné | non décerné       | non décerné | non décerné        | non décerné            |
| 2023  | 6e          | Col du Tourmalet  | 2 115 m     | Tobias Johannessen | Uno-X Pro Cycling Team |
| 2024  | 14e         | Col du Tourmalet  | 2 115 m     | Oier Lazkano       | Movistar Team          |
| 2025  | 14e         | Col du Tourmalet  | 2 115 m     | Lenny Martinez     | Bahrain Victorious     |